# Bezares (La Rioja)
Bezares es un municipio de la comunidad autónoma de La Rioja (España). Pertenece al partido judicial de Logroño y a la comarca de Nájera dentro de la zona de valle de la Rioja Alta. Cuenta con una población de 21 habitantes (INE 2024). La población se encuentra en un alto sobre el valle del río Yalde.

## Historia
La primera cita documental de la villa aparece en el Fuero de Nájera, otorgado por el rey Sancho Garcés III de Navarra el año 1020, denominándose en el texto la localidad "Santa Columba de Bezares". 
El topónimo parece derivar de biezo, voz de uso regional que significa 'abedul'. Coromines identifica una forma *BETTIUS, que explica el catalán oriental beç, así como el infrecuente apelativo cast. biezo ‘abedul’, aducido por el propio Schuchardt como designación dialectal del mismo árbol en Rioja, Navarra del sur y Gredos.
En 1137 en una donación realizada por Alfonso VII al monasterio de Santa María la Real de Nájera se denominaba la villa "Bizares".
En 1315, Alfonso XI, atendiendo una solicitud hecha por Alonso de Haro, señor de Cameros, quien argumentaba la pobreza de la localidad, concedió a sus veinte vecinos el privilegio de abonar sus contribuciones como si sólo fueran quince. 
En el ámbito espiritual dependía del Monasterio de Santa María la Real de Nájera. Siendo su iglesia, San Martín, una de las reclamadas por el obispado de Calahorra al monasterio najerense, contencioso que provocó complejos pleitos a lo largo del siglo XII y que fue resuelto por el rey Alfonso VIII, en lo relativo a la villa, con la decisión de que continuase el templo sujeto a Santa María. 
Con al división de España en Intendencias realizada en el siglo XVIII quedó asignada a  la intendencia de Burgos, hasta la división de España en provincias donde quedaría en provincia de Logroño, al igual que el resto de municipios riojanos.

## Medio físico

### Localización
La localidad riojana de Bezares, está situada a 28 km de Logroño y 8 km de la localidad najerense, que es cabeza de partido. Tiene 717 m s. n. m. (metros sobre el nivel del mar) en la comarca de Nájera. Rodeado por los pueblos; Arenzana de Arriba, Manjarrés y Santa Coloma, siendo colindente por el monte, con Castroviejo, el monte de Moncalvillo.

### Relieve
Su reducido término municipal de 4,5 km, participa del paisaje aterrazado del valle del río Yalde. Bezares está rodeado por diversos montes: el monte del Aserradero y el monte de Moncalvillo.

### Clima
Es intermedio entre sierra y llanura, así que tiende a hacer dos grados menos que en la ciudad de Logroño. Los inviernos son muy duros, sobre todo cuando hay nieve, que entonces dificulta la entrada al pueblo.

## Geografía humana

### Demografía
Cuenta con una población de 21 habitantes (INE 2024).
| Gráfica de evolución demográfica de Bezares entre 1842 y 2021                                                         |
| |
| Población de derecho según los censos de población del INE. Población de hecho según los censos de población del INE. |

La población agrícola y ganadera, ha sufrido un decrecimiento acusado; los 200 habitantes censados en el siglo XVI y 250 reseñados en el "Diccionario Geográfico" editado en Barcelona en 1830, eran 132 en 1890 y 62 en 1970, reduciéndose a 25 en la actualidad.
En verano llegan veraneantes de Bilbao, pero la mayoría son hijos de personas que han habitado en el pueblo anteriormente. En 1930 paseaban los mercaderes de Bilbao, llegaban a Bezares, repostaban y por el monte Aserradero pasaban a Torrecilla de Cameros. Las personas que habitan actualmente, tienen que ir a comprar a Nájera, excepto en verano que vienen comerciantes a vender al pueblo.
En 1979 se introdujo el agua en las casas, anteriormente había que ir a una fuente a por ella. Se arreglaron las calles, anteriormente eran de piedra, con tierra y cuando llovía casi que se hacían intransitables. Y hoy todavía en la actualidad se siguen haciendo mejoras en ellas. Con la entrada del agua en las casas la gente empezó hacer mejores sus casas y algunas personas han hecho casas nuevas.

## Administración
| Periodo   | Nombre                     | Partido |
| --------- | -------------------------- | ------- |
| 1979-1983 | Julio Nájera Nájera        | CD      |
| 1983-1987 | Juan José Fernández Alesón | AP      |
| 1987-1991 | Andrés Nájera Ibáñez       | AP      |
| 1991-1995 | Amando Peña Pérez          | PRP     |
| 1995-1999 | Amando Peña Pérez          | PRP     |
| 1999-2003 | Jesús Fernández Nájera     | PP      |
| 2003-2007 | Jesús Fernández Nájera     | PP      |
| 2007-2011 | Jesús Fernández Nájera     | PP      |
| 2011-2015 | Jesús Fernández Nájera     | PP      |
| 2015-2019 | Jesús Fernández Nájera     | PP      |
| 2019-2023 | Jesús Fernández Nájera     | PP      |

## Economía
Actividad agraria de secano y de regadío, cultivándose cereales, patatas y remolacha, así como forrajeras para el ganado. En la actualidad hay un incremento de la vid. Pastos en los que crían ovejas y algunas cabezas de vacuno. Caza menor con presencia de perdiz y conejo, y codorniz en su temporada. En la actualidad hay un pantano en la localidad de Castroviejo, por lo que la mayoría de las tierras son de regadío. En los montes cercanos se han visto una gran cantidad de jabalíes así como también algún corzo.
Algo muy importante fue la concentración parcelaria que se estableció en 1974.
Las fincas eran parcelas pequeñas y de dueños direntes, así como la concentración supuso una mejora para el pueblo.

## Monumentos

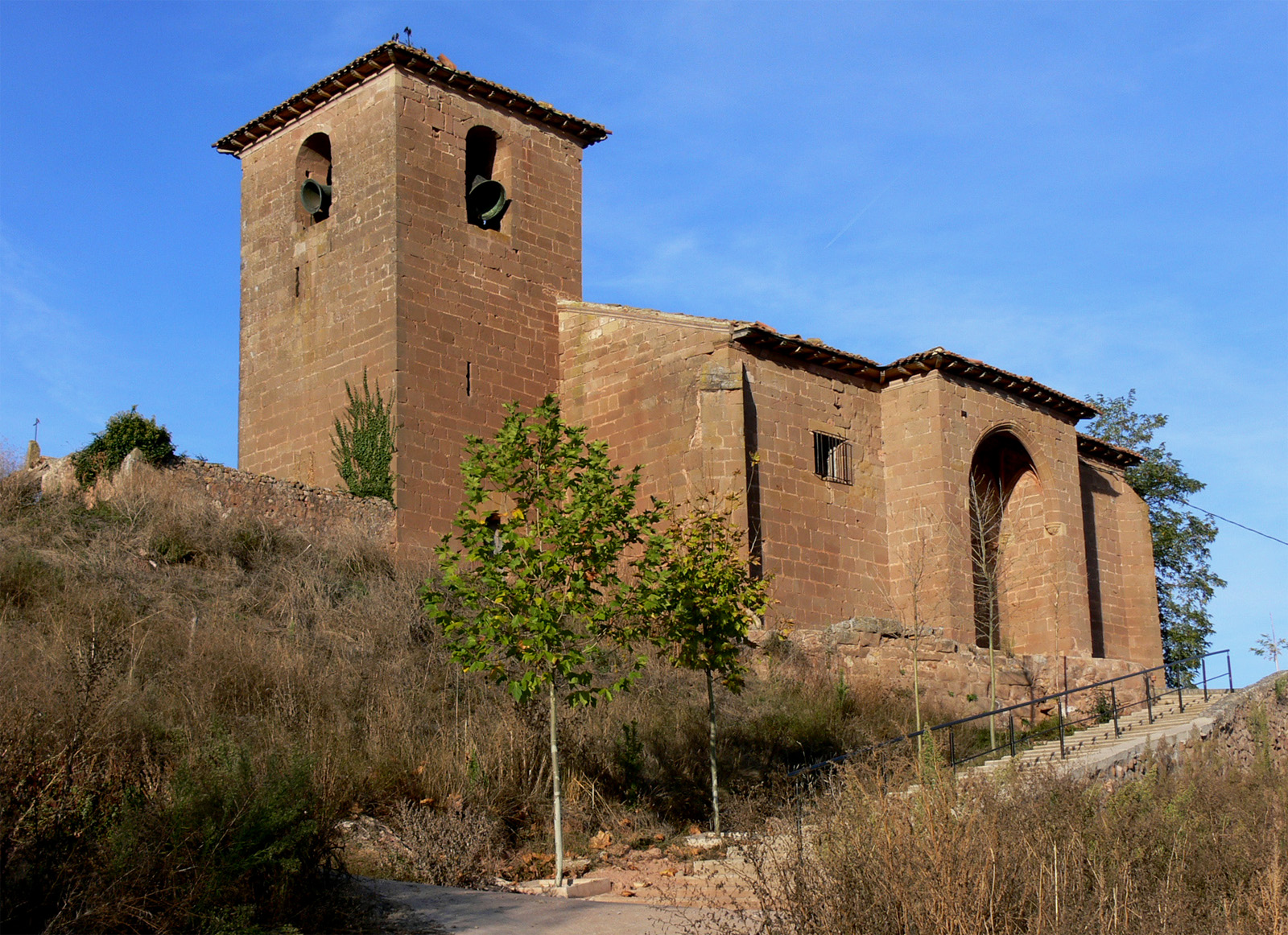
Iglesia de San Martín.

### Iglesia parroquial de San Martín
Construcción en sillería, datando su nave central de finales del siglo XV y las laterales, torre, sacristía y portada del segundo tercio de XVI. Planta formada por tres naves de tres samos y cabecera cuadrangular. Sacristía al norte de la cabecera, torre a los pies de la nave central, con dos cuerpos de sillería e ingreso independiente orientada al sur y en el segundo tramo, portada bajo pórtico airoso, cubierto con crucería. Su piedra bautismal es del siglo XIII.
Tras un prolongado período de permanencia en pésimo estado, se restauró la cubierta, estando en la actualidad en un deploráble estado de abandono. Debido a esto, sus cuadros y sus retablos se encuentran en la Concatedral de Santa María de la Redonda de Logroño.
Fue declarada Bien de Interés Cultural en la categoría de Monumento el 16 de noviembre de 1979.

### Ermita de San Roque

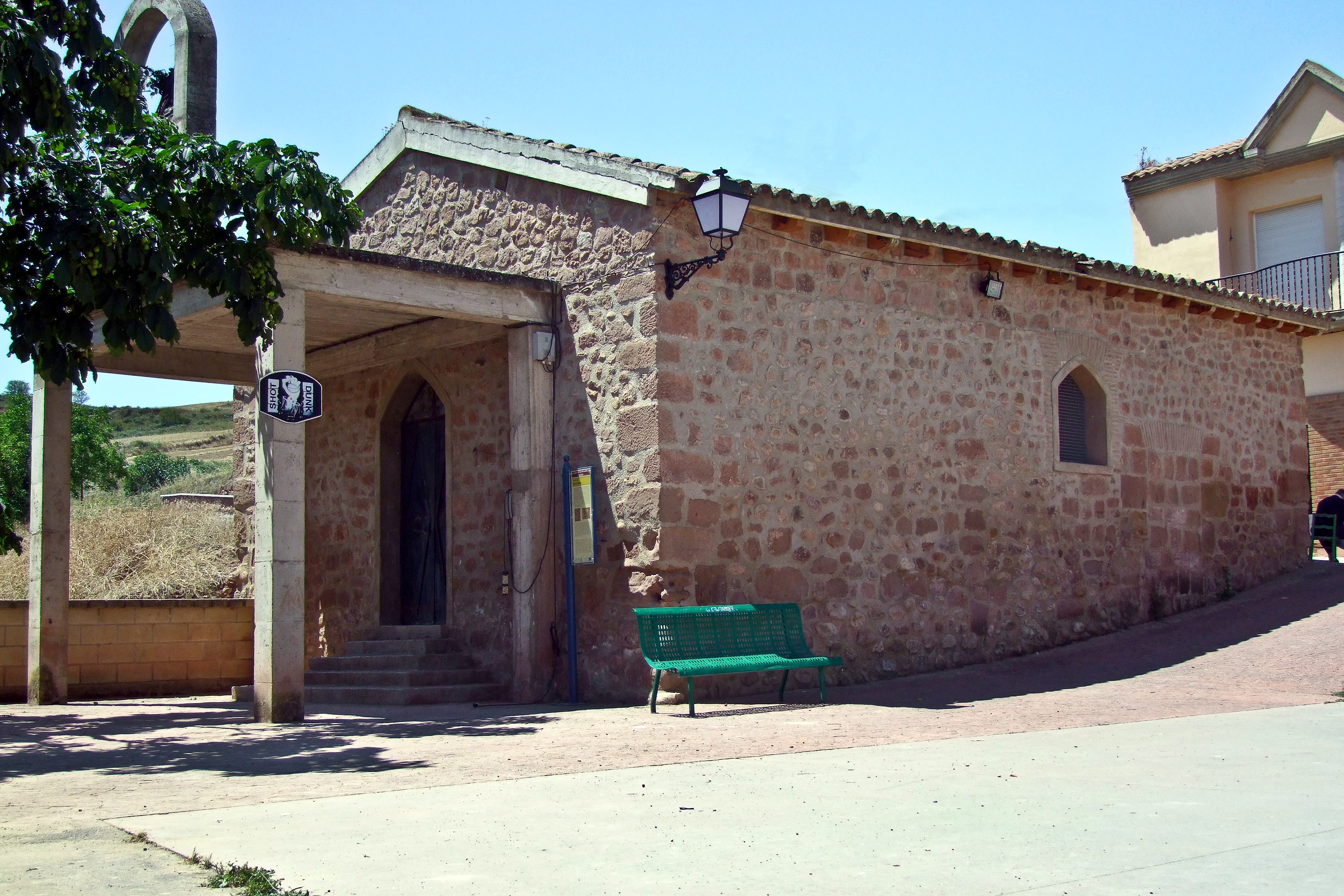
Ermita de San Roque.

Se localiza en el casco urbano, junto al frontón. Fue construida en época que no ha llegado a determinarse, y rehecha en 1969. Planta rectangular, cubierta con cielo raso. Ingreso a los pies bajo un esquemático pórtico de hormigón dominado por un campanil de un solo vano. Sirve para el culto parroquial y guarda las imágenes de San Roque - Romanista de fines del siglo XVI y de las Santas Nunilo y Alodia, fallas realizadas en estilo rococó en 1815, así como un crucifijo clasicista de XVII.

### Arquitectura civil

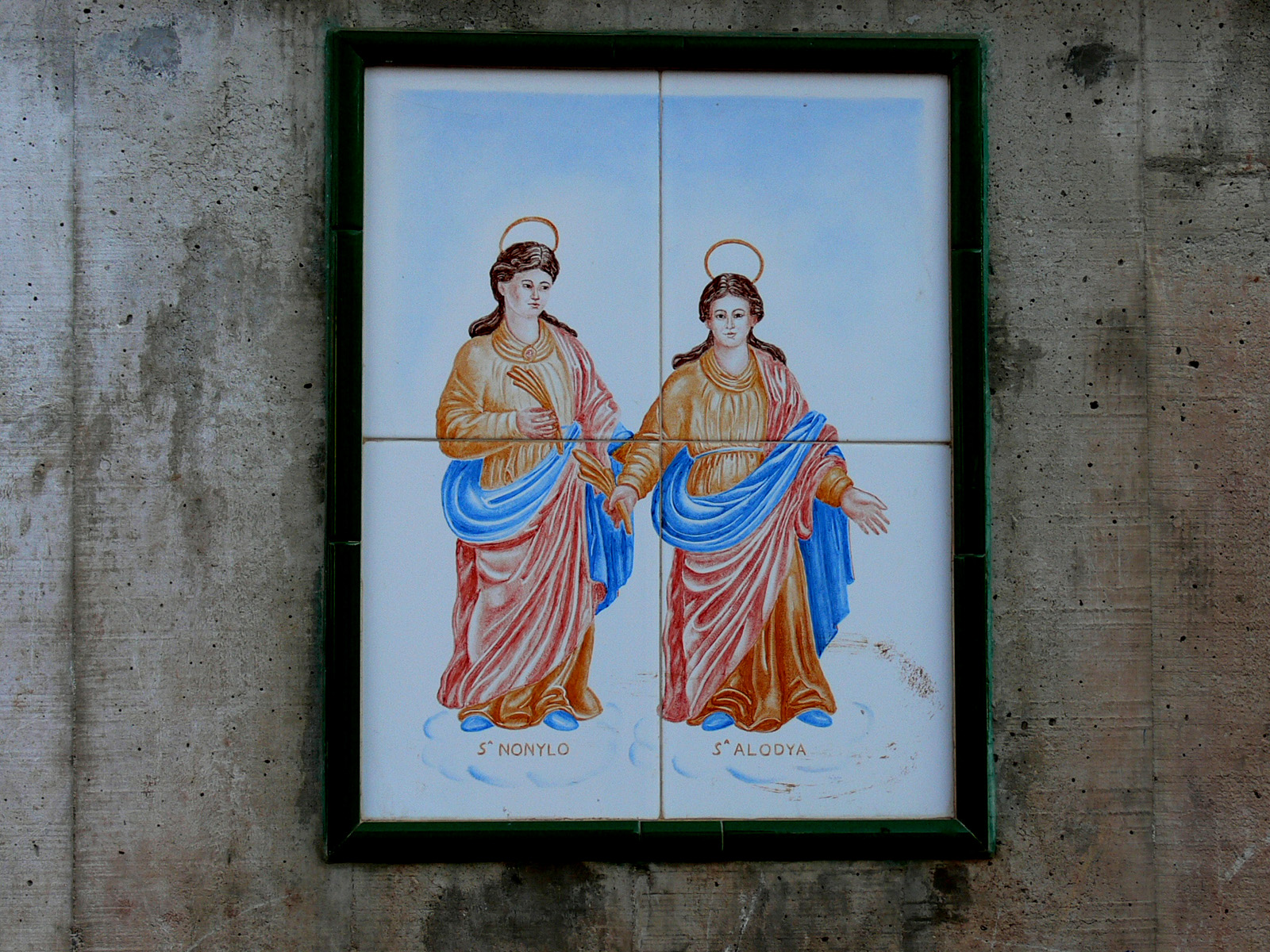
Las Santitas.

De interés, algunas casas de arquitectura popular, combinando la madera y el adobe. Fuente de tres caños, con un mosaico harto estropeado que anuncia "Fuente de nuestras Santas compatriotas Nunilo y Alodia, naturales de Bezares. Esto fue derribado con las construcciones de las nuevas calles y se realizó, otra fuente de tres caños, como imitación.

### Frontón
Fue reformado en 1930. Se cree que fueron de los primeros que se construyeron en el siglo XVI en La Rioja. Con una peculiaridad, que su pared está en la parte derecha, al contrario de sus posiciones normales que van a la izquierda. En el centro del pueblo se hizo la construcción de un kiosko.

### El ayuntamiento
Antiguamente había una casa que constaba de la escuela, la cárcel y el Ayuntamiento, que hoy en día está en ruinas. El ayuntamiento nuevo se construyó a finales del siglo XX.
El ayuntamiento cedió una parte de abajo del ayuntamiento para la construcción de una asociación Cultural llamada "San Roque" y que hoy en día consta con más de 100 asociados.

## Cultura

### Fiestas
El 25 de abril es San Marcos, que se celebra con una comida para todo el pueblo.
En la semana del 16 es la semana cultural con muchos actos y alguna que otra degustación.
El 16 de agosto, son las fiestas patronales de San Roque, cuyas celebraciones están apoyadas por todo el pueblo. San Roque se lleva en procesión por todas las calles del pueblo, siéndose relevadas las personas que llevan el Santo. Hay un baile popular con danza que es característico de La Rioja. Todos los años por fiestas, los danzadores nos obsequian con algunos bailes. En estas fiestas se realizan numerosas actividades como torneos de frontenis, billar, pin pon, futbolín... Desde hace unos años en el frontón del pueblo hay disco móvil hasta altas horas de la noche y cuando éste finaliza la fiesta prosigue en el almacén municipal, el cual está cedido por el ayuntamiento para los jóvenes durante el periodo de vacaciones de verano. El último día de las fiestas de agosto se realiza la comida popular en el frontón, dicha comida consiste en una rica paella hecha por todos los vecinos del pueblo, al finalizar, de forma siempre improvisada, comienza una batalla de agua en la que participan tanto los jóvenes como los adultos más atrevidos.
El 22 de octubre, celebración de las populares Santitas Alodia y Nunilo, que se cree que son nacidas en la villa. De hecho hay en cofre parte de los restos de estas "Santitas". Su celebración es con una procesión por todas las calles del pueblo y después una romería. Antiguamente se celebraba una romería en honor de las Santitas. Se subía a una ermita que está a caballo entre el monte de Castroviejo, reformada en 2003 por los jóvenes vecinos.

### Esculturas de las Santas Nunilo y Alodia
En la actualidad se realiza esta romería subiendo a esa ermita y lo más sorprendente es que casi al llegar a la ermita en una piedra apareció una virgen puesta, sin saber quien la dejó, pero que es respetada por todos.

## Galería de imágenes

Fotos de Bezares
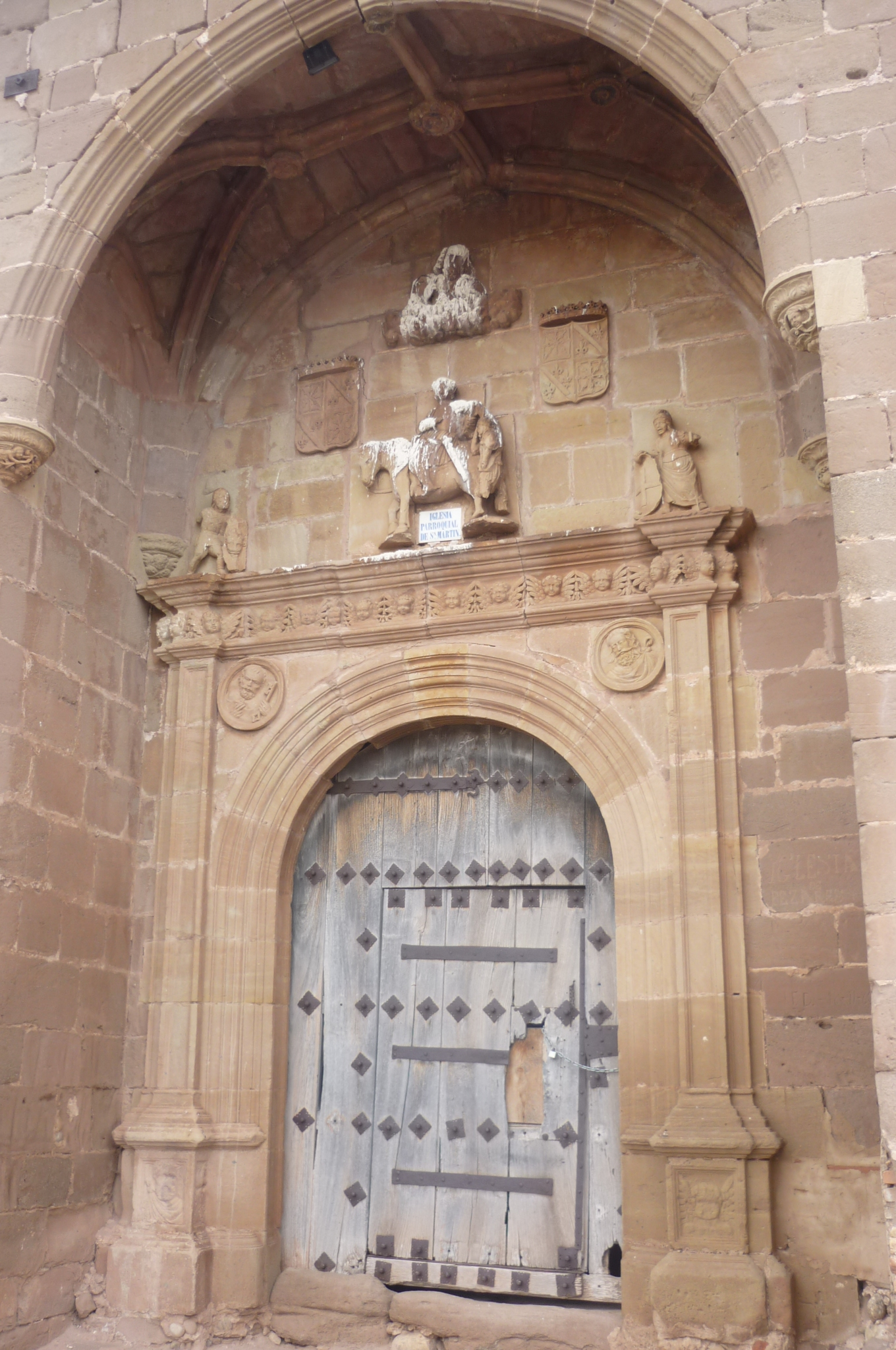
Portada de la iglesia
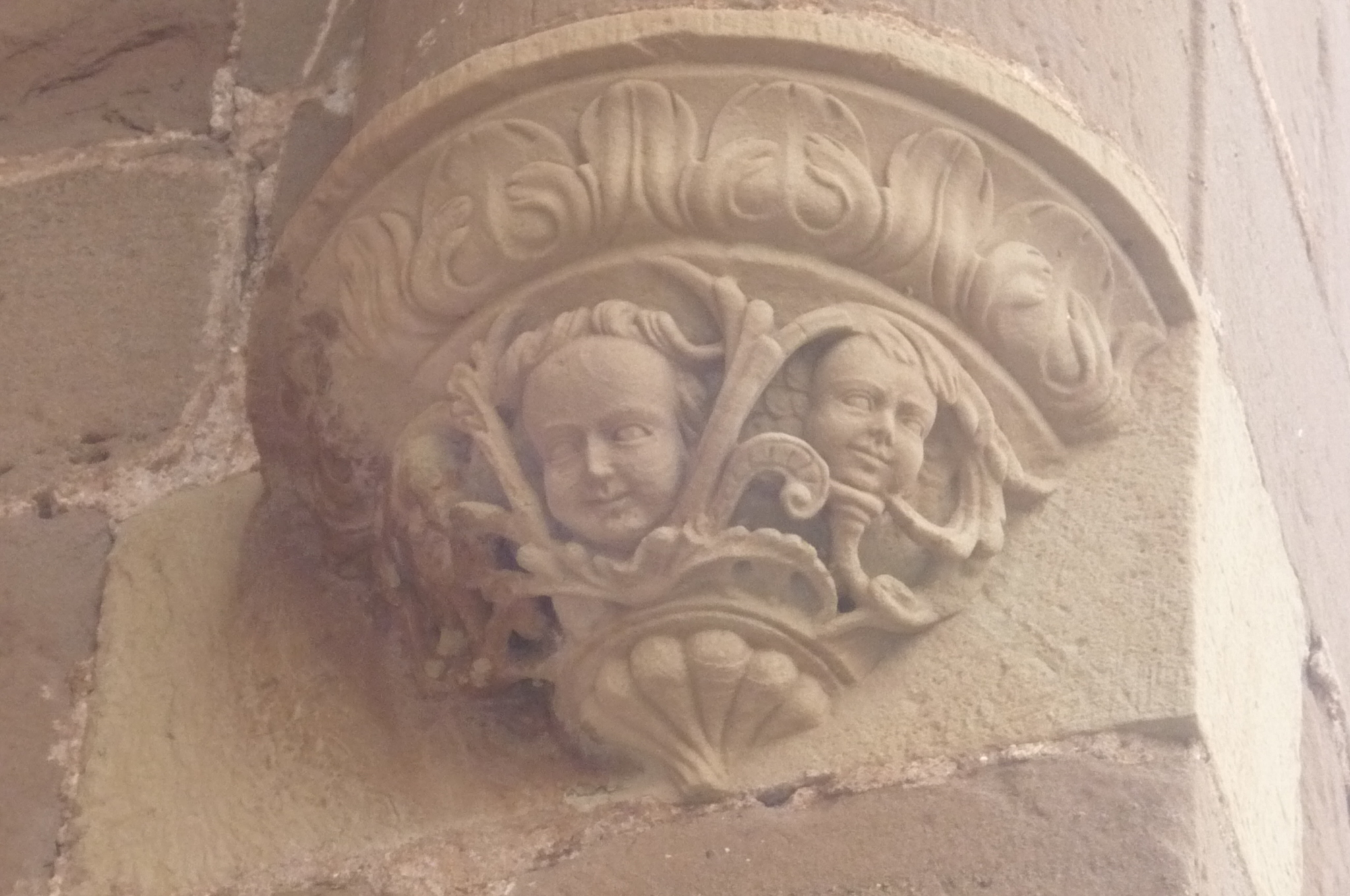
Detalle de la fachada de la iglesia
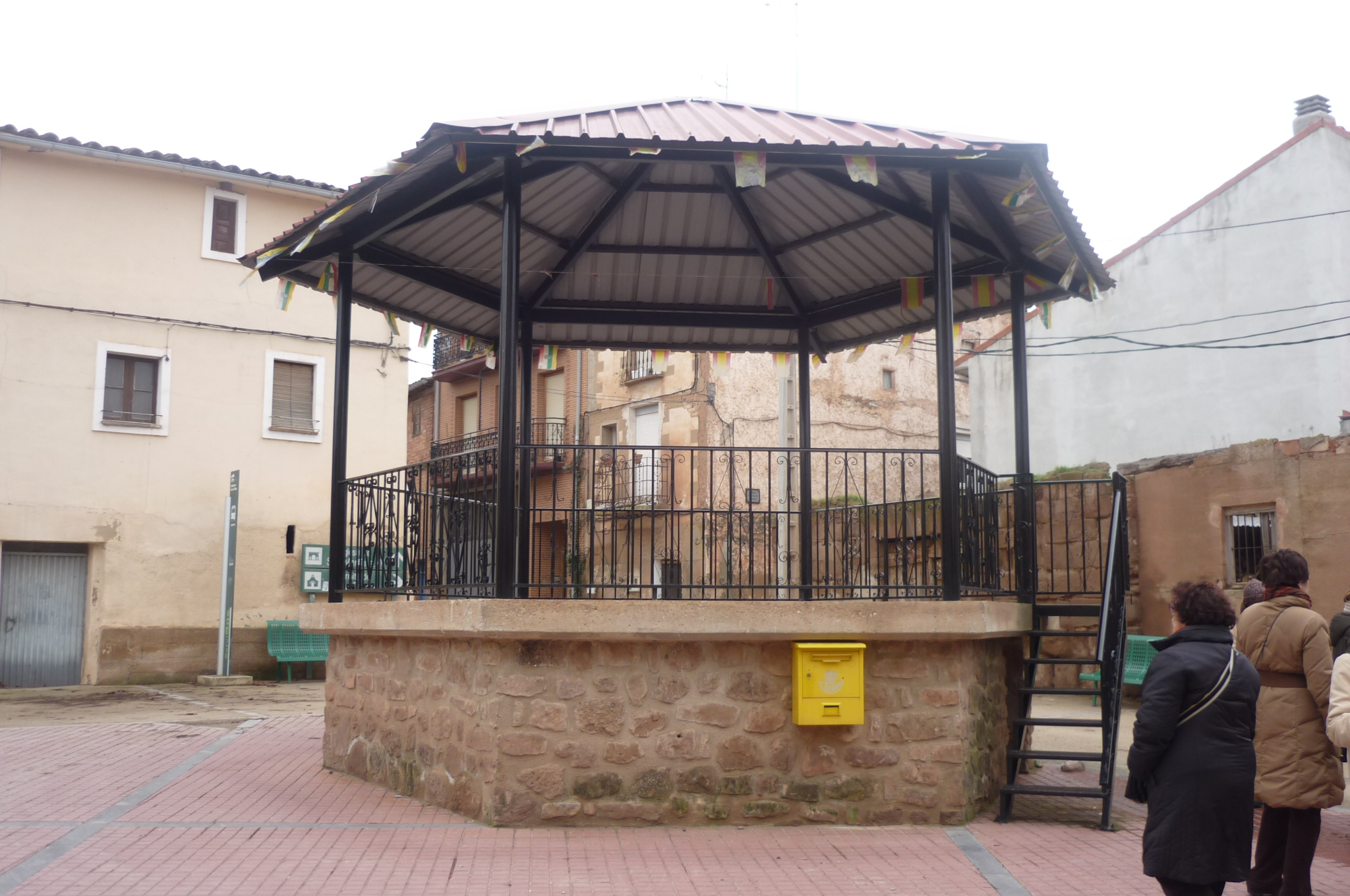
Quiosco de la música
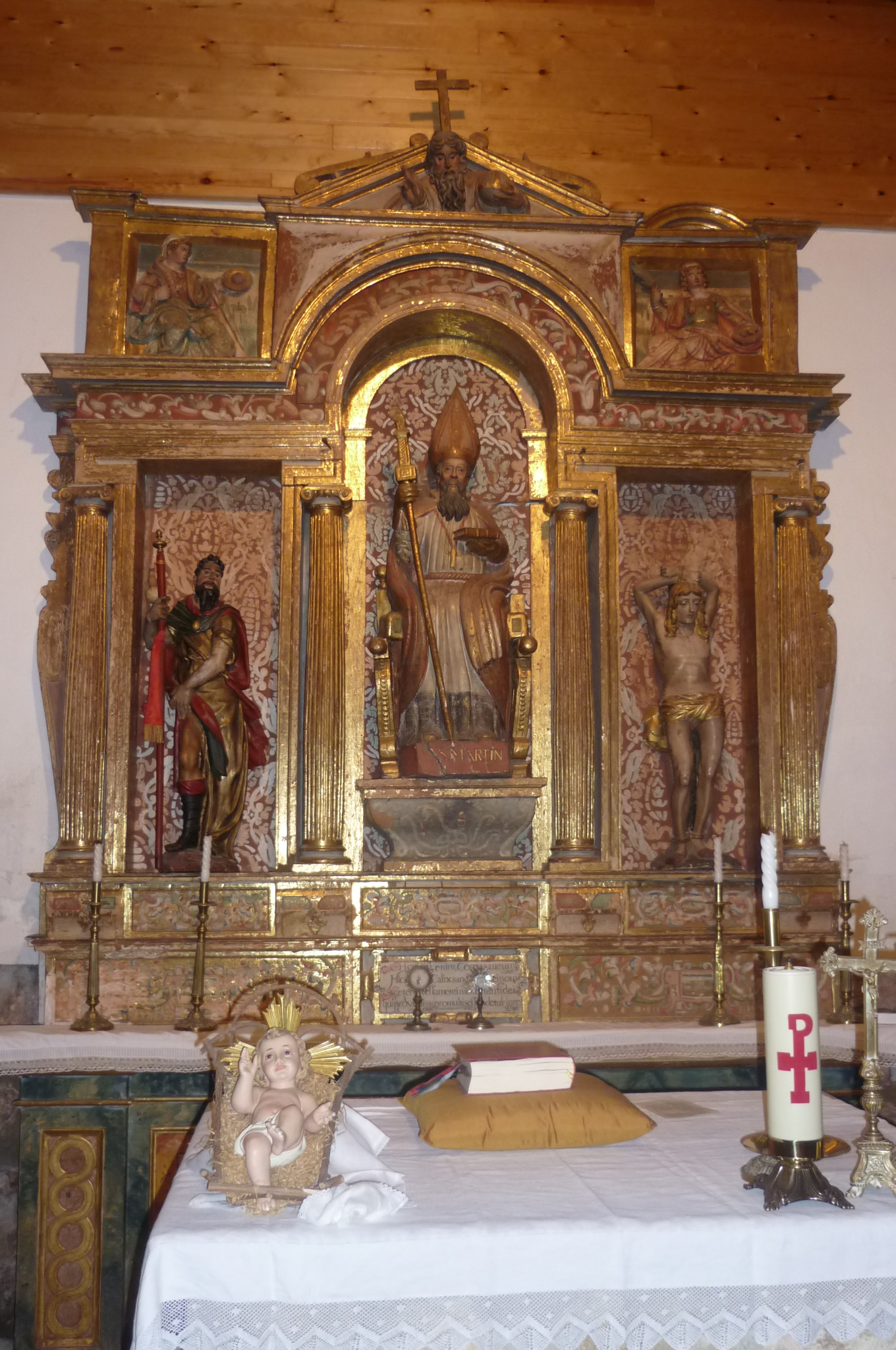
Interior de la ermita de San Roque
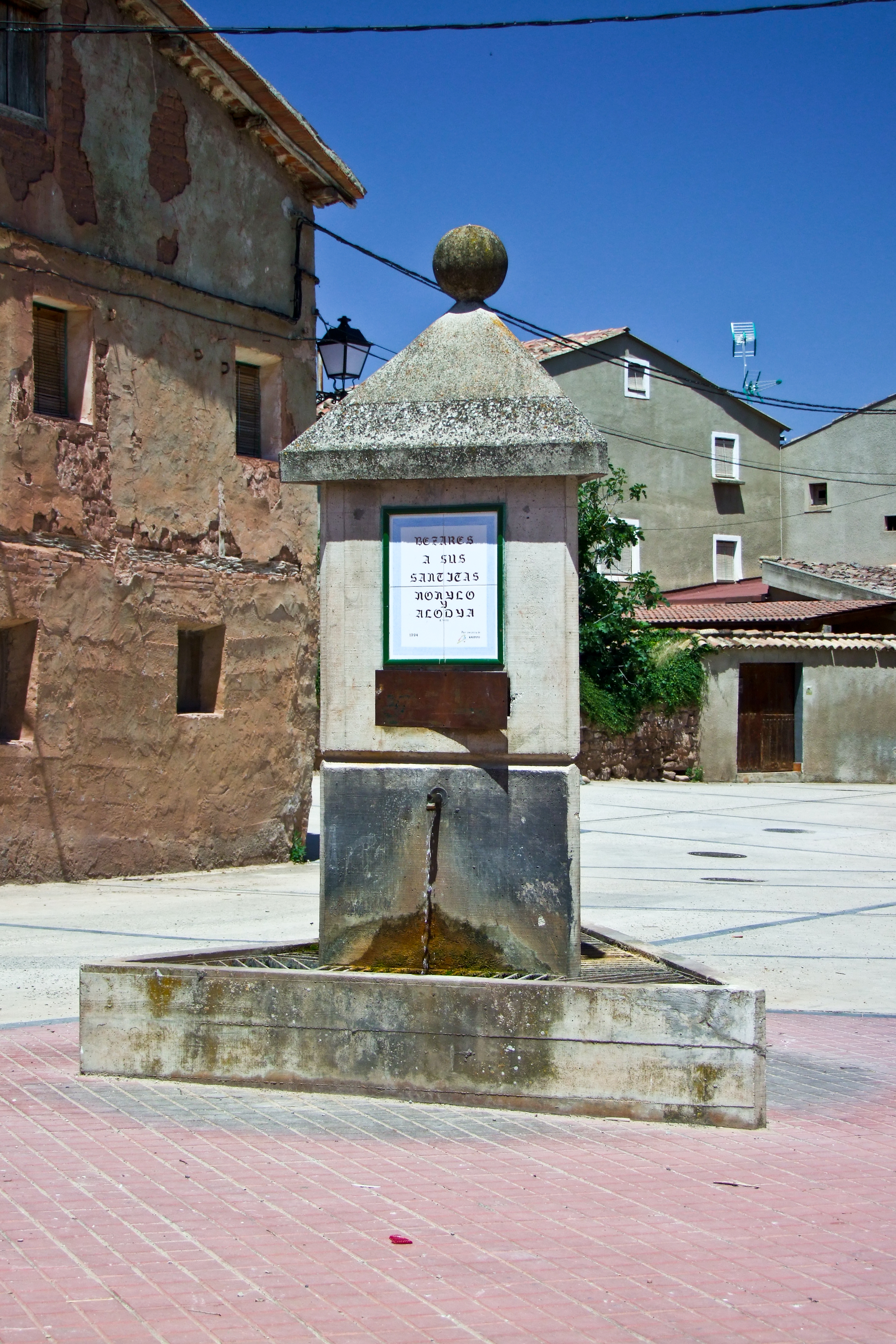
Fuente pública